# Compains
Compains – miejscowość i gmina we Francji, w regionie Owernia-Rodan-Alpy, w departamencie Puy-de-Dôme.
Według danych na rok 1990 gminę zamieszkiwało 207 osób, a gęstość zaludnienia wynosiła 4 osoby/km² (wśród 1310 gmin Owernii Compains plasuje się na 643. miejscu pod względem liczby ludności, natomiast pod względem powierzchni na miejscu 26.).